# Єслевський
Є́слевський (рос. Еслевский, башк. Еслевка) — присілок у складі Стерлітамацького району Башкортостану, Росія. Входить до складу Рязановської сільської ради.
Населення — 70 осіб (2010; 84 в 2002).
Національний склад:
- росіяни — 96%